# Sebastian Schönberger
Sebastian Schönberger (ur. 14 maja 1994 w Schalchen) – austriacki kolarz szosowy.

## Osiągnięcia
Opracowano na podstawie:
2014
- 3. miejsce w mistrzostwach Austrii U23 (start wspólny)

2016
- 1. miejsce w klasyfikacji górskiej Oberösterreichrundfahrt

2019
- 3. miejsce w Tour of Albania
  - 1. miejsce w klasyfikacji górskiej

2021
- 3. miejsce w Tour de Vendée

2023
- 1. miejsce w klasyfikacji punktowej O Gran Camiño
- 1. miejsce w klasyfikacji górskiej Tour de Hongrie

## Rankingi
| Rok             | 2014 | 2015 | 2016  | 2017  | 2018 | 2019 | 2020 | 2021 | 2022 | 2023  | 2024  |
| --------------- | ---- | ---- | ----- | ----- | ---- | ---- | ---- | ---- | ---- | ----- | ----- |
| World Ranking   |      |      | 2345. | 1184. | 883. | 613. | 533. | 390. | 509. | 1238. | 1201. |
| UCI Europe Tour | 775. | -    | 1567. | 763.  | 607. | 462. | 435. | 323. | 405. | -     | -     |
| UCI Asia Tour   | -    | -    | -     | -     | 452. |      |      |      |      |       |       |
|                 |      |      |       |       |      |      |      |      |      |       |       |
| Źródło: UCI     |      |      |       |       |      |      |      |      |      |       |       |